# Kano og kajak under sommer-OL 2020 - K1 200 m (herrer)
Herrernes 200 meter enerkajak under sommer-OL 2020 finder sted den 5. august - 6. august 2020 på Sea Forest Waterway, der ligger i Tokyo Bay zonen.

## Medaljefordeling
| Medaljetagere         | Medaljetagere            | Medaljetagere               | Medaljetagere |
| --------------------- | ------------------------ | --------------------------- | ------------- |
| Guld                  | Sølv                     | Bronze                      |               |
| Sándor Tótka · Ungarn | Manfredi Rizza · Italien | Liam Heath · Storbritannien |               |

## Format
Konkurrencen bliver indledt med fire indledende heats. De to bedste fra hvert heat går til semifinalerne, mens de øvrige mødes i de tre kvartfinaler. Her går de to bedste i hver kvartfinale videre til semifinalerne. I semifinalerne går de fire bedste til finalen mens de resterende får mulighed for at konkurrere om placeringerne fra 9 - 16 i B finalen.

## Kvalifikation
Hver NOC kan kvalificere én båd i klassen.
| Kvalifikation                          | Dato                   | Vært       | Pladser | Kvalificeret                                  |
| -------------------------------------- | ---------------------- | ---------- | ------- | --------------------------------------------- |
| 2019 ICF Verdensmesterskab             | 21. – 25. august 2019  | Ungarn     | 5       | Storbritannien · Serbien · Frankrig · Italien |
| 2019 African Games                     | 26. – 31. august 2019  | Marokko    | 1       | Egypten                                       |
| Oceanien Kvalifikationsturnering 2020  | 14. – 16. februar 2020 | Australien | 1       |                                               |
| Asiatiske Mesterskaber 2020            | 26. – 29. marts 2020   | Thailand   | 1       |                                               |
| Europæisk Kvalifikationsturnering 2020 | 6. – 7. maj 2020       | Tjekkiet   | 2       |                                               |
| Pan Am Kvalifikationsturnering 2020    | 7. – 10. maj 2020      | Chile      | 1       |                                               |
| 2020 ICF World Cup 2                   | 23.–25. maj 2020       | Tyskland   | 1       |                                               |
| Total                                  |                        |            | 12      |                                               |

## Tidsplan
Nedenstående tabel viser tidsplanen for afvikling af konkurrencen:
| Dato      | Tid   | Runde         |
| --------- | ----- | ------------- |
| 5. august | 09:30 | Heat 1        |
| 5. august | 09:36 | Heat 2        |
| 5. august | 09:42 | Heat 3        |
| 5. august | 09:48 | Heat 4        |
| 5. august | 12:00 | Kvartfinale 1 |
| 5. august | 12:06 | Kvartfinale 2 |
| 5. august | 12:12 | Kvartfinale 3 |
| 6. august | 09:30 | Semifinale 1  |
| 6. august | 09:38 | Semifinale 2  |
| 6. august | 12:25 | B Finale      |
| 6. august | 12:35 | Finale        |

## Resultater

### Heat 1
| Placering | Bane | Atlet             | Nation                    | Tid    | Note |
| --------- | ---- | ----------------- | ------------------------- | ------ | ---- |
| 1         | 5    | Petter Menning    | Sverige                   | 34.698 | SF   |
| 2         | 4    | Saúl Craviotto    | Spanien                   | 35.002 | SF   |
| 3         | 3    | Evgenii Lukantsov | Ruslands Olympiske Komité | 35.157 | QF   |
| 4         | 2    | Kohl Horton       | Cookøerne                 | 40.061 | QF   |
| 5         | 6    | Rudolf Williams   | Samoa                     | 42.083 | QF   |

### Heat 2
| Placering | Bane | Atlet            | Nation         | Tid    | Note |
| --------- | ---- | ---------------- | -------------- | ------ | ---- |
| 1         | 3    | Kolos Csizmadia  | Ungarn         | 34.442 | SF   |
| 2         | 4    | Carlos Arévalo   | Spanien        | 34.452 | SF   |
| 3         | 5    | Liam Heath       | Storbritannien | 34.582 | QF   |
| 4         | 6    | Nicholas Matveev | Canada         | 36.190 | QF   |
| 5         | 2    | Momen Mahran     | Egypten        | 38.850 | QF   |

### Heat 3
| Placering | Bane | Atlet               | Nation   | Tid    | Note |
| --------- | ---- | ------------------- | -------- | ------ | ---- |
| 1         | 4    | Sándor Tótka        | Ungarn   | 35.070 | SF   |
| 2         | 5    | Roberts Akmens      | Letland  | 35.448 | SF   |
| 3         | 3    | Cho Gwang-hee       | Sydkorea | 35.738 | QF   |
| 4         | 2    | Mark de Jonge       | Canada   | 36.110 | QF   |
| 5         | 6    | Momotaro Matsushita | Japan    | 36.110 | QF   |

### Heat 4
| Placering | Bane | Atlet           | Nation                    | Tid    | Note |
| --------- | ---- | --------------- | ------------------------- | ------ | ---- |
| 1         | 5    | Manfredi Rizza  | Italien                   | 34.867 | SF   |
| 2         | 4    | Maxime Beaumont | Frankrig                  | 35.259 | SF   |
| 3         | 2    | Oleg Gusev      | Ruslands Olympiske Komité | 35.928 | QF   |
| 4         | 3    | Yang Xiaoxu     | Kina                      | 36.561 | QF   |
| 5         | 6    | Bojan Zdelar    | Serbien                   | 37.092 | QF   |

### Heat 5
| Placering | Bane | Atlet                | Nation    | Tid    | Note |
| --------- | ---- | -------------------- | --------- | ------ | ---- |
| 1         | 4    | Strahinja Stefanović | Serbien   | 34.996 | SF   |
| 2         | 3    | Rubén Rézola         | Argentina | 35.059 | SF   |
| 3         | 5    | Mindaugas Maldonis   | Litauen   | 35.650 | QF   |
| 4         | 2    | Tuva'a Clifton       | Samoa     | 38.363 | QF   |
| 5         | 6    | Amado Cruz           | Belize    | 39.645 | QF   |

### Kvartfinale 1
| Placering | Bane | Atlet               | Nation    | Tid    | Note |
| --------- | ---- | ------------------- | --------- | ------ | ---- |
| 1         | 5    | Mindaugas Maldonis  | Litauen   | 35.466 | SF   |
| 2         | 2    | Momotaro Matsushita | Japan     | 35.540 | SF   |
| 3         | 4    | Yang Xiaoxu         | Kina      | 35.852 |      |
| 4         | 6    | Momen Mahran        | Egypten   | 37.836 |      |
| 5         | 3    | Kohl Horton         | Cookøerne | DNF    | DNF  |

### Kvartfinale 2
| Placering | Bane | Atlet             | Nation                    | Tid    | Note   |
| --------- | ---- | ----------------- | ------------------------- | ------ | ------ |
| 1         | 5    | Liam Heath        | Storbritannien            | 33.985 | OB, SF |
| 2         | 4    | Evgenii Lukantsov | Ruslands Olympiske Komité | 35.184 | SF     |
| 3         | 3    | Mark de Jonge     | Canada                    | 35.462 |        |
| 4         | 7    | Bojan Zdelar      | Serbien                   | 36.531 |        |
| 5         | 6    | Rudolf Williams   | Samoa                     | 41.950 |        |

### Kvartfinale 3
| Placering | Bane | Atlet            | Nation                    | Tid    | Note |
| --------- | ---- | ---------------- | ------------------------- | ------ | ---- |
| 1         | 5    | Cho Gwang-hee    | Sydkorea                  | 35.048 | SF   |
| 2         | 6    | Nicholas Matveev | Canada                    | 35.181 | SF   |
| 3         | 4    | Oleg Gusev       | Ruslands Olympiske Komité | 35.581 |      |
| 4         | 3    | Tuva'a Clifton   | Samoa                     | 38.287 |      |
| 5         | 7    | Amado Cruz       | Belize                    | 39.333 |      |

### Semifinale 1
| Placering | Bane | Atlet                | Nation         | Tid    | Note |
| --------- | ---- | -------------------- | -------------- | ------ | ---- |
| 1         | 5    | Kolos Csizmadia      | Ungarn         | 35.099 | FA   |
| 2         | 7    | Liam Heath           | Storbritannien | 35.108 | FA   |
| 3         | 4    | Petter Menning       | Sverige        | 35.149 | FA   |
| 4         | 2    | Roberts Akmens       | Letland        | 35.688 | FA   |
| 5         | 3    | Strahinja Stefanović | Serbien        | 35.855 | FB   |
| 6         | 6    | Maxime Beaumont      | Frankrig       | 36.072 | FB   |
| 7         | 8    | Nicholas Matveev     | Canada         | 36.584 | FB   |
| 8         | 1    | Momotaro Matsushita  | Japan          | 37.096 | FB   |

### Semifinale 2
| Placering | Bane | Atlet              | Nation                    | Tid    | Note |
| --------- | ---- | ------------------ | ------------------------- | ------ | ---- |
| 1         | 5    | Sándor Tótka       | Ungarn                    | 35.114 | FA   |
| 2         | 4    | Manfredi Rizza     | Italien                   | 35.171 | FA   |
| 3         | 6    | Carlos Arévalo     | Spanien                   | 35.207 | FA   |
| 4         | 3    | Saúl Craviotto     | Spanien                   | 35.934 | FA   |
| 5         | 8    | Evgenii Lukantsov  | Ruslands Olympiske Komité | 36.036 | FB   |
| 6         | 1    | Cho Gwang-hee      | Sydkorea                  | 36.094 | FB   |
| 7         | 2    | Rubén Rézola       | Argentina                 | 36.552 | FB   |
| 8         | 7    | Mindaugas Maldonis | Litauen                   | 36.637 | FB   |

### B Finale
| Placering | Bane | Atlet                | Nation                    | Tid    | Note |
| --------- | ---- | -------------------- | ------------------------- | ------ | ---- |
| 9         | 3    | Maxime Beaumont      | Frankrig                  | 35.998 |      |
| 10        | 8    | Mindaugas Maldonis   | Litauen                   | 36.257 |      |
| 11        | 5    | Strahinja Stefanović | Serbien                   | 36.329 |      |
| 12        | 4    | Evgenii Lukantsov    | Ruslands Olympiske Komité | 36.369 |      |
| 13        | 6    | Cho Gwang-hee        | Sydkorea                  | 36.440 |      |
| 14        | 7    | Nicholas Matveev     | Canada                    | 36.625 |      |
| 15        | 2    | Rubén Rézola         | Argentina                 | 36.775 |      |
| 16        | 1    | Momotaro Matsushita  | Japan                     | 37.250 |      |

### Finale
| Placering                        | Bane | Atlet           | Nation         | Tid    | Note |
| -------------------------------- | ---- | --------------- | -------------- | ------ | ---- |
| 1                                | 4    | Sándor Tótka    | Ungarn         | 35.035 |      |
| 2. plads, sølvmedaljemodtager(e) | 6    | Manfredi Rizza  | Italien        | 35.080 |      |
| 3                                | 3    | Liam Heath      | Storbritannien | 35.202 |      |
| 4                                | 5    | Kolos Csizmadia | Ungarn         | 35.317 |      |
| 5                                | 2    | Carlos Arévalo  | Spanien        | 35.391 |      |
| 6                                | 7    | Petter Menning  | Sverige        | 35.562 |      |
| 7                                | 8    | Saúl Craviotto  | Spanien        | 35.568 |      |
| 8                                | 1    | Roberts Akmens  | Letland        | 36.014 |      |